# ابراهیم نصرآبادی
ابوالقاسم ابراهیم بن محمد نصرآبادی از بزرگان صوفیه در قرن چهارم هجری بود.

## زندگی‌نامه
ابراهیم نصرآبادی در نیشابور به دنیا آمد و در قریه نصرآباد اصفهان خانقاهی داشت که تاکنون باقی و به تکیه میان ده نصرآباد معروف است. استادش ابراهیم بن شیبان بود و شبلی و واسطی را نیز دیده بود و با ابوعلی رودباری و مرتعش و ابوبکر طاهر ابهری و مشایخ نیشابور مصاحبت داشت. او را مرید شبلی نیز دانسته‌اند. ابوعبدالرحمن محمد بن حسین سلّمی، که آثار مهمی چون حقایق التفسیر و طبقات الصوفیه را تألیف کرده‌است، مرید او بود و از دست وی خرقه پوشید.
نصرآبادی در اواخر عمر مجاور کعبه شد و در سال ۳۶۷ یا ۳۷۲ هجری قمری در آنجا در گذشت. برخی نیز مدفن وی را مدینه یا نصرآباد دانسته‌اند.

## آثار او
به نصرآبادی تصنیفاتی نسبت داده‌اند که اثری از آنها در دسترس نیست. از وی اقوال و داستانهای مختلفی در منابع عرفانی موجود است. در سخنان منسوب به وی موضوعاتی مانند دوری از دنیا، تصوف، سماع، تقوا، شکر، مجاهده، زاهد، عارف، عشق، معرفت، صفات ربوبیت، غیرت حق، محبت، خوف و رجا، مراقبت، رضا، عبادت و مروت شرح و تفسیر شده‌است.